# Fuminori Ujihara
Fuminori Ujihara (宇治原 史規, 20 de abril de 1976) é um comediante japonês. Seus apelidos são Ujy, U-yan e U-nee. Ele nasceu em Shijonawate, Osaka, Japão. Seu sangue é tipo B. Ele pertence a empresa produtora Yoshimoto Kogyo e é um membro da dupla de comediantes Rozan (ロザン) com o seu parceiro, Hirofumi Suga (菅 広文). 

## Ligações Externas
Rozan Site Oficial -- Yoshimoto Kogyo (em japonês)